# Assedio di Nimega (1591)
L'assedio di Nijmegen fu un assedio svoltosi dal 17 al 21 ottobre 1591 presso la città di Nimega nel corso della guerra degli ottant'anni.

## Antefatto
Nimega era una città collocata alla confluenza dei fiumi Waal e Reno ed era strategicamente importante per la difesa delle province olandesi e dell'elettorato di Colonia. La notte del 10 agosto 1589, nel corso della guerra di Colonia, delle truppe mercenarie al comando di Martin Schenck von Nydeggen avevano tentato di assaltare Nimega che disponeva di una piccola guarnigione. L'attacco fallì e lo stesso Schenck con quasi 150 dei suoi uomini annegarono nel fiume durante la ritirata.
Un anno dopo il fallito attacco di Schenkm l'esercito olandese al comando di Murizio d'Orange, rinforzato dalle truppe inglesi di sir Francis Vere, riuscì ad ottenere molte altre vittorie: partendo dalla presa di Breda del 1590, giunsero alla cattura di Zutphen, Deventer, Delfzijl e Hulst l'anno seguente.
A nord di Nimega si trovava la fortificazione di Knodsenburg, un punto molto importante per cercare di attaccare la città che era stato costruito dagli olandesi. Il 15 luglio Alessandro Farnese rinforzò Nimega e diede assedio al forte così da impedire che gli anglo-olandesi potessero attaccare la città. Sotto la direzione di Maurizio d'Orange, ad ogni modo, l'armata alleata sconfisse il duca di Parma e lo costrinse alla ritirata dieci gironi dopo. Il principe Farnese venne quindi inviato da Filippo II di Spagna in Francia a sostenere la guerra ugonotta contro Enrico IV di Francia. Nimega appariva pertanto indebolita e Maurizio d'Orange col suo esercito decise che era giunto il momento di colpire con l'autunno.

## L'assedio
Il 16 ottobre Maurizio d'Orange e le sue forze attraversarono il fiume Waal con 8500 fanti e 16 compagnie di cavalleria circondando la città il giorno successivo. L'esercito era composto anche da 26 compagnie scozzesi e inglesi comandate da sir Francis Vere. Vi era anche un gruppo di soldati frisiani comandati da Guglielmo Luigi di Nassau-Dillenburg, nipote di Maurizio. All'interno di Nimega, la piccola guarnigione spagnola era composta da meno di 400 soldati al comando del borgomastro della città, Derrick Vlemminck.
Maurizio nel contempo aveva sistemato le difese del forte di Knodsenburg, così da poter bombardare la città ma non fu in grado di convincerla facilmente alla resa e pertanto si rese conto che era necessario un assedio vero e proprio.
Gli inglesi e gli scozzesi di Francis Vere vennero impiegati in una serie di attacchi alla periferia della città che portarono alla cattura di tutte le fortificazioni esterne alla città. Le forze anglo-olandesi avevano trincerato il loro accampamento e si avvicinavano sempre più, facilitati dal basso livello del fiume Waal durante quella stagione. Le truppe alleate disponevano di 68 pezzi d'artiglieria disposti su tre posizioni e miravano perlopiù all'area compresa tra la Torre del Falcone e il cancello di Hoender che erano i punti più deboli. Da Knodsenburg le batterie d'artiglieria locali bombardavano allo stesso modo. La cupola della chiesa di Santo Stefano venne distrutta da un colpo di cannone in quest'occasione, assieme a diverse altre strutture.
Il 20 ottobre Maurizio inviò agli assediati l'intimazione di resa ma la città rifiutò. Gli assedianti, quindi, iniziarono un pesantissimo bombardamento.
Nel giro di pochi giorni, ad ogni modo, la città decise di negoziare con Maurizio la resa, anche a causa delle tensioni sorte tra i cittadini e la guarnigione spagnola.

## Conseguenze
La città pose per la resa una serie di condizioni che Maurizio non accettò ad eccezione del perdono assoluto concesso ai 300 soldati spagnoli sopravvissuti all'assedio, ai quali vennero concessi gli onori di guerra. I termini della resa furono simili a quelli accordati alle città di Zutphen e Deventer. Per segnare un punto di svolta anche religioso in città, il Grote Markt della città venne incendiato il 21 maggio 1592 dal momento che al suo interno vi si trovavano una serie di immagini prettamente cattoliche.
La regina Elisabetta I d'Inghilterra scrisse a Maurizio d'Orange per complimentarsi con lui per il grande successo ottenuto. Il principe d'Orange continuò la sua offensiva e la sua campagna militare l'anno seguente quando prese Steenwijk a luglio e non si fermò sino a quando anche Groninga non venne catturata nel 1594.